# Лаптев, Леонид Семёнович
Леонид Семёнович Лаптев (1914, Лобва — 1943) — младший сержант Рабоче-крестьянской Красной Армии, участник Великой Отечественной войны, Герой Советского Союза (1943).

## Биография
Родился 25 апреля 1914 года в селе Лобва Караульской волости Верхотурского уезда Пермской губернии (ныне — посёлок в Новолялинском городском округе Свердловской области). После окончания начальной школы работал грузчиком в леспромхозе Алапаевского района.
В июле 1941 года призван на службу в Рабоче-крестьянскую Красную Армию. С февраля 1943 года — на фронтах Великой Отечественной войны. К октябрю 1943 года младший сержант Леонид Лаптев командовал отделением связи 1-го артиллерийского дивизиона 362-го артиллерийского полка 106-й стрелковой дивизии 65-й армии Центрального фронта. Отличился во время битвы за Днепр.
15 октября 1943 года Лаптев вместе с тремя связистами переправился через Днепр в районе посёлка Лоева Гомельской области Белорусской ССР и проложил кабель связи. За время боёв Лаптев три раза переправлялся через Днепр, устраняя повреждения. 28 октября 1943 года в бою он был смертельно ранен. Первоначально был похоронен в окрестностях деревни Борец Лоевского района, позднее перезахоронен в парке деревни Переделки того же района.
Указом Президиума Верховного Совета СССР от 30 октября 1943 года за «образцовое выполнение боевых заданий командования на фронте борьбы с немецкими захватчиками и проявленные при этом мужество и героизм» младший сержант Леонид Лаптев посмертно был удостоен высокого звания Героя Советского Союза. Также был награждён орденом Ленина и Красной Звезды, медалью.

## Память
В честь Лаптева названы улицы в родной Лобве, посёлке Муратково Алапаевского района Свердловской области, в деревне Переделка Лоевского района Гомельской области Беларуси.